# British Home Championship 1980/81
Die British Home Championship 1980/81 war die 86. Auflage des im Round-Robin-System ausgetragenen Fußballwettbewerbs zwischen den vier britischen Nationalmannschaften von England, Nordirland (bis 1949/50 Irland), Schottland und Wales.
Der Wettbewerb wurde aufgrund der Unruhen infolge des Irischen Hungerstreiks während des Nordirlandkonflikts abgebrochen. Die beiden Heimspiele Nordirlands gegen Wales und England wurden nicht ausgetragen.
| Pl. | Nationalmannschaft | Sp. | S | U | N | Tore    | Punkte |
| --- | ------------------ | --- | - | - | - | ------- | ------ |
| 1.  | Schottland         | 3   | 2 | 0 | 1 | 003:200 | 04:20  |
| 2.  | Wales              | 2   | 1 | 1 | 0 | 002:000 | 03:10  |
| 3.  | England            | 2   | 0 | 1 | 1 | 000:100 | 01:30  |
| 4.  | Nordirland         | 1   | 0 | 0 | 1 | 000:200 | 0:20   |

|                                          |   |            |           |
| 16. Mai 1981 in Swansea (Vetch Field)    |   |            |           |
| Wales                                    | – | Schottland | 2:0 (2:0) |
| 19. Mai 1981 in Glasgow (Hampden Park)   |   |            |           |
| Schottland                               | – | Nordirland | 2:0 (1:0) |
| 20. Mai 1981 in London (Wembley Stadium) |   |            |           |
| England                                  | – | Wales      | 0:0       |
| 23. Mai 1981 in London (Wembley Stadium) |   |            |           |
| England                                  | – | Schottland | 0:1 (0:0) |